# Комбина
„Комбина“ е български игрален филм (криминален) от 1982 година на режисьора Никола Рударов, по сценарий на Владимир Ганев. Оператор е Яцек Тодоров. Музиката във филма е композирана от Митко Щерев.

## Фабула/предистория
Докато е в „творческа командировка“ в затвора, рецидивистът по прякор Ален Делон, разработва план за ограбване на наркотрафиканти. За изпълнението на тази дръзка идея той инструктира своя съкилийник Вас, чиято присъда изтича. Намеренията му обаче стават известни на компетентните органи и те решават да заменят Вас с оперативния работник Христо, който трябва да проникне в бандата на Заека – лидер на варненския филиал на международен наркосиндикат.

## Сюжет
Внимание:  Текстът по-долу разкрива сюжета на произведението (или части от него)!
Тридесетгодишният Вас (Иван Иванов) току-що е излязъл от затвора. Заминава за Варна, където търси връзка с известен контрабандист по прякор Заека. Още във влака забелязва, че е следен от неизвестно лице. В един нощен бар се запознава с Иво (Николай Сотиров) – изпечен варненски тарикат, който се наема да му осигури валута и международен паспорт. Вас отсяда на квартира при бай Тотко Кючуков (Вълчо Камарашев) – безобиден еснаф, колекциониращ опаковки от кафе. Сприятелява се и с красивата Съни (Ваня Цветкова), която е бивше гадже на Иво. Следват редица перипетии, като Вас е подложен на различни изпитания от Иво, който се съмнява в неговата самоличност. Обсебен от своята мнителност, Иво кара свой подчинен да провеси Съни с главата надолу от 10-ия етаж на балкона на жилищен блок, за да се сдобие с нужната му информация. В крайна сметка Вас успява да спечели доверието му, след като „застрелва“ катаджия. По време на среща между двамата в отдалечен морски фар, Вас предлага на Иво четири хиляди долара срещу информация за трафика на хероин, който се извършва от групата на Заека. Иво привидно се съгласява, но е разкрит и жестоко пребит от хората на Заека. В този момент Вас се прибира в квартирата си и там заварва цялата банда, начело с хазяина бай Тотко, който всъщност се оказва, че е Заека. Вас е принуден да замине за Лондон и да достави стоката на непознат човек, стоящ от другия край на комбината. Под зоркия поглед на Заека Вас се качва на кораба „Берлин“. Малко преди отплаването в каютата на Вас влиза мъж с бял костюм, придружен от двама униформени. По същото време Съни отива да търси Вас в неговата квартира, тъй като той не пристига на уговорената среща. Там обаче заварва окървавения Иво, който звъни на милицията за да предаде Вас. Съни насочва пистолет към него и го заставя да затвори телефона. След кратко боричкане между двамата се чува изстрел и в следващия миг безжизненото тяло на момичето се отпуска на земята. Обратно на кораба Вас получава инструкции от човека с белия костюм, за когото се разбира, че е полковник от контраразузнаването. На пристанището Заека и хората му са арестувани. Става ясно, че Вас всъщност е Христо – внедрен агент под прикритие на тайните служби, чиято задача е да разкрие и осуети престъпната мрежа на наркотрафикантите.

## Отзвук
Филмът с право може да претендира за първия български криминален екшън от по-съвременен тип. Модерният вид на героите, „тарикатските“ диалози, морската обстановка, ръкопашните схватки, стрелбите, преследванията с коли, замесени наркотици, са все предпоставки за огромния зрителски интерес. С тази си роля Иван Иванов окончателно затвърждава образа си на звезда и секс-символ на българското кино в онези години. След големия успех логично се мисли и за продължение, но това съвпада с процеса за атентата срещу папата, където се лансира т.нар. „българска следа“ и е преценено, че не би било удачно в темата за наркотиците да се намесва името на България. След промените филмът се излъчва поне 1 – 2 пъти годишно в телевизионния ефир.

## Музика
В различни моменти от филма звучат актуални за времето си диско и рок песни: „Today I fall in love again“ на „Супермакс“ (сцената, когато Вас за първи път влиза в бар „Морско око“ и се запознава с Иво), „Dancing dynamo“ на Sugar & The Lollipops (в казиното, където Вас дава пари на Брадата), „Jungle dreams“ на Ким Ларсен (при провесването на Съни от балкона), „Hush“ на Deep Purple (когато Иво купува долари от чейнчаджия), Queen of the night на Gerd Günther Anderson (в бар „Морско око“, когато Съни казва на Вас, че е убил милиционер) и др. Началната тема е на Диана Експрес.

## Състав

### Актьорски състав
| Роля                           | Изпълнител               |
| ------------------------------ | ------------------------ |
| Вас/Христо                     | Иван Иванов              |
| Съни                           | Ваня Цветкова            |
| Иво                            | Николай Сотиров          |
| Бай Тотко                      | Вълчо Камарашев          |
| Брадата                        | Марио Кръстев            |
| Бияч от хората на Иво          | Павел Дойчев             |
| Полковникът                    | Светозар Неделчев        |
| Жената от стрелбището          | Златина Джамбазова       |
| Мъжът от стрелбището           | Иван Янчев               |
|                                | Иван Танев               |
| Пътник в купето на влака       | Стефан Джуров            |
| Юлиана                         | Живка Пенева             |
| Бащата на Съни                 | Панайот Янев             |
| Таксиметров шофьор на Заека    | Георги Георгиев – Гочето |
| Сервитьор във вагон-ресторанта | Стефан Костов            |
| Член на бандата на Заека       | Владимир Йочев           |
| Пияният в тоалетната           | Георги Кишкилов          |
| Художникът – копист            | Стоян Алексиев           |
|                                | Катерина Евро            |
|                                | Иван Пангелов            |

### Творчески и технически екип
| Сценарий            | Владимир Ганев                                                                                               |
| Редактор            | Георги Мишев                                                                                                 |
| Режисьор            | Никола Рударов (като Николай Рударов)                                                                        |
| Оператор            | Яцек Тодоров                                                                                                 |
| художници           | Ася Попова арх. Владимир Хиков                                                                               |
| Музика              | Митко Щерев изпълнява Диана Експрес                                                                          |
| Звукорежисьор       | Милка Калоянова                                                                                              |
| Костюми             | Богдана Чипева                                                                                               |
| Монтаж              | Надежда Ценова                                                                                               |
| Асистент по монтажа | Мария Въжарова                                                                                               |
| Консултанти         | Георги Дилков Бончо Ангелов                                                                                  |
| Втори режисьор      | Иванка Хлебарова                                                                                             |
| Асистент-режисьори  | Стефан Коспартов Иван Нанков Светла Ковачева Мария Томова                                                    |
| Втори оператор      | Константин Гошев                                                                                             |
| Асистент-оператори  | Емил Димитров Евгени Коевски                                                                                 |
| Комбинирани снимки  | Тотьо Начев Борислав Икономов                                                                                |
| Грим                | Нина Воденичарова                                                                                            |
| Цветен четец        | Елена Иванова                                                                                                |
| Фотограф-художник   | Емил Хвърлев                                                                                                 |
| Реквизит            | Лука Бистреков Тодорка Бистрекова                                                                            |
| Гардероб            | Славка Радкова                                                                                               |
| Тонтехник           | Никола Белишки                                                                                               |
| Осветление          | Георги К. Михайлов                                                                                           |
| Организатори        | Живко Иванов Лозанка Иванова                                                                                 |
| Директор            | Борис Хаджиев                                                                                                |
| Distributed by      | БЪЛГАРСКА КИНЕМАТОГРАФИЯ Студия за игрални филми „БОЯНА“ Творчески колектив „СЪВРЕМЕННИК“ /Copyright © 1982/ |

## Награди
- Награда за сценарий, Варна, 1982
- Награда на СБФД за „Популярност сред зрителите“, 1982